# 王志 (永樂進士)
王志，陝西西安府咸寧縣（今屬西安市）人，明朝政治人物。

## 生平
永樂初陝西鄉試解元。永樂四年（1406年）丙戌科進士，除兵科給事中，陞河南府知府。